# Педро Маскарена
Педро Маскарена (на португалски: Pedro Mascarenhas) е португалски мореплавател, колониален администратор, изследовател на Азия и Африка.

## Биография
Роден е през 1470 година в Мертола, Португалия. През 1507 г. Маскарена открива в Индийския океан необитаемите по това време Маскаренските о-ви, в т.ч. Мавриций (20°17′ ю. ш. 57°35′ и. д. / 20.283333° ю. ш. 57.583333° и. д.) и Реюнион (21°07′ ю. ш. 55°32′ и. д. / 21.116667° ю. ш. 55.533333° и. д.), а през 1512 г. открива остров Диего Гарсия (7°18′ ю. ш. 72°24′ и. д. / 7.3° ю. ш. 72.4° и. д.). През 1518 г. пръв плава в Тайванския проток на север до Фучжоу (26° с.ш.).
От 1525 до 1526 е вицекрал на Малака, а от 1554 до смъртта си – вицекрал на Индия.
По-късно откритите от него острови Мавриций и Реюнион и открития през 1528 от Диого Родригес остров Родригес са кръстени на Педро Маскарена.
Умира на 23 юни 1555 година в Гоа Вела, Индия.